# 1089

## Родени
- 16 септември – Хилдегард от Бинген, германска монахиня, писателка и композитор